# Giovanni Maggi (Wirtschaftswissenschaftler)
Giovanni Maggi (* 1964) ist ein Ökonom. Er ist Professor an der Yale University.

## Leben
Maggi studierte an der Wirtschaftsuniversität Luigi Bocconi und promovierte 1994 an der Stanford University. Von 1994 bis 2007 lehrte er an der Princeton University, seit 2007 in Yale. 1999 wurde er Stipendiat der Alfred P. Sloan Foundation (Sloan Research Fellow).
Maggis Forschungsgebiete sind Internationaler Handel, internationale Politische Ökonomie, Verträge und Institutionen, und Industrial Organization.

## Veröffentlichungen (Auswahl)
- Pinelopi Goldberg & Giovanni Maggi (1999): Protection for Sale: An Empirical Investigation (Memento vom 31. Januar 2012 im Internet Archive; PDF; 3,9 MB). American Economic Review 89: 1135–1155.
- Giovanni Maggi (1999): The Role of Multilateral Institutions in International Trade Cooperation (Memento vom 17. September 2012 im Internet Archive; PDF; 1,8 MB). American Economic Review 89: 190–214.
- Andrea Ichino & Giovanni Maggi (2000): Work Environment and Individual Background: Explaining Regional Shirking Differentials in a Large Italian Firm. Quarterly Journal of Economics 115: 1057–1090.